# Retiers
Retiers (bret. Rester) – miejscowość i gmina we Francji, w regionie Bretania, w departamencie Ille-et-Vilaine.
Według danych na rok 1990 gminę zamieszkiwało 3306 osób, a gęstość zaludnienia wynosiła 80 osób/km² (wśród 1269 gmin Bretanii Retiers plasuje się na 155. miejscu pod względem liczby ludności, natomiast pod względem powierzchni na miejscu 132.).
Gmina Retiers jest gminą partnerską dla polskiej gminy Mieścisko.